# Evin Demirhan
Evin Demirhan Yavuz (ur. 2 lipca 1995) – turecka zapaśniczka startująca w stylu wolnym. Dwukrotna olimpijka. Zajęła dziewiąte miejsce w Paryżu 2024 w kategorii do 50 kg, a także szesnaste w Tokio 2020 w tej samej wadze. 
Brązowa medalistka mistrzostw świata w 2017. Mistrzyni Europy w 2022; druga w 2024 i 2025; trzecia w 2018, 2019 i 2023 roku.
Piąta w indywidualnym Pucharze Świata w 2020. Brązowa medalistka na akademickich MŚ w 2016. Mistrzyni igrzysk śródziemnomorskich w 2018 i 2022. Wicemistrzyni igrzysk Solidarności Islamskiej w 2017. Trzecia na igrzyskach europejskich w 2019 i siódma w 2015. 
Pierwsza na MŚ U-23 w 2017. Wygrała ME U-23 w 2016, druga w 2018, trzecia w 2015 i 2017. Trzecia na MŚ juniorów w 2013. Druga na ME juniorów w 2012 i 2014 roku.
Jej siostra Zehra Demirhan, również jest zapaśniczką.